# John Rock (Abolitionist)

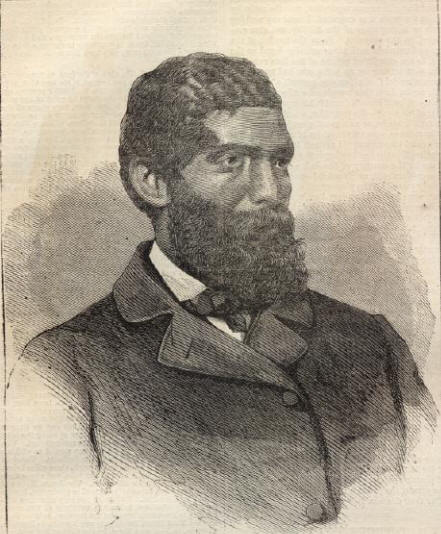
John Rock

John S. Rock (* 13. Oktober 1825 in Salem; † 3. Dezember 1866 in Boston) war ein afroamerikanischer Zahnarzt, Rechtsanwalt und Abolitionist.

## Leben
John S. Rock wurde 1825 als Sohn freier Schwarzer im Freien Staat New Jersey geboren. Dort besuchte er die öffentlichen Schulen und arbeitete von 1844 bis 1848 als Lehrer. Nebenher arbeitete er als Assistenzarzt, ging beim Zahnarzt Samuel C. Harbert in die Lehre und eröffnete eine eigene Praxis in Philadelphia. 1852 heiratete er Catherine Bowers und zog nach Boston, wo er sich als einer der Anführer der schwarzen Stadtbevölkerung profilierte und sich für den Abolitionismus und Frauenrechte einsetzte.
Nachdem Rock Ende der 1850er seine Praxis aus gesundheitlichen Gründen aufgeben musste, legte er 1861 sein Juristisches Staatsexamen ab und fing an, als Anwalt zu praktizieren. Im selben Jahr wurde er zum Justice of the Peace ernannt. Während des Amerikanischen Bürgerkriegs unterstützte er die Rekrutierungskampagne des Unionsheeres. Am 1. Februar 1865 wurde er auf Vorschlag des Senators Charles Sumner als erster schwarzer Anwalt vor dem Obersten Gerichtshof zugelassen. Er verstarb jedoch bereits 1866 an Tuberkulose, ohne je einen Mandanten vor dem Obersten Gerichtshof vertreten zu haben.